# پایین‌خیابان

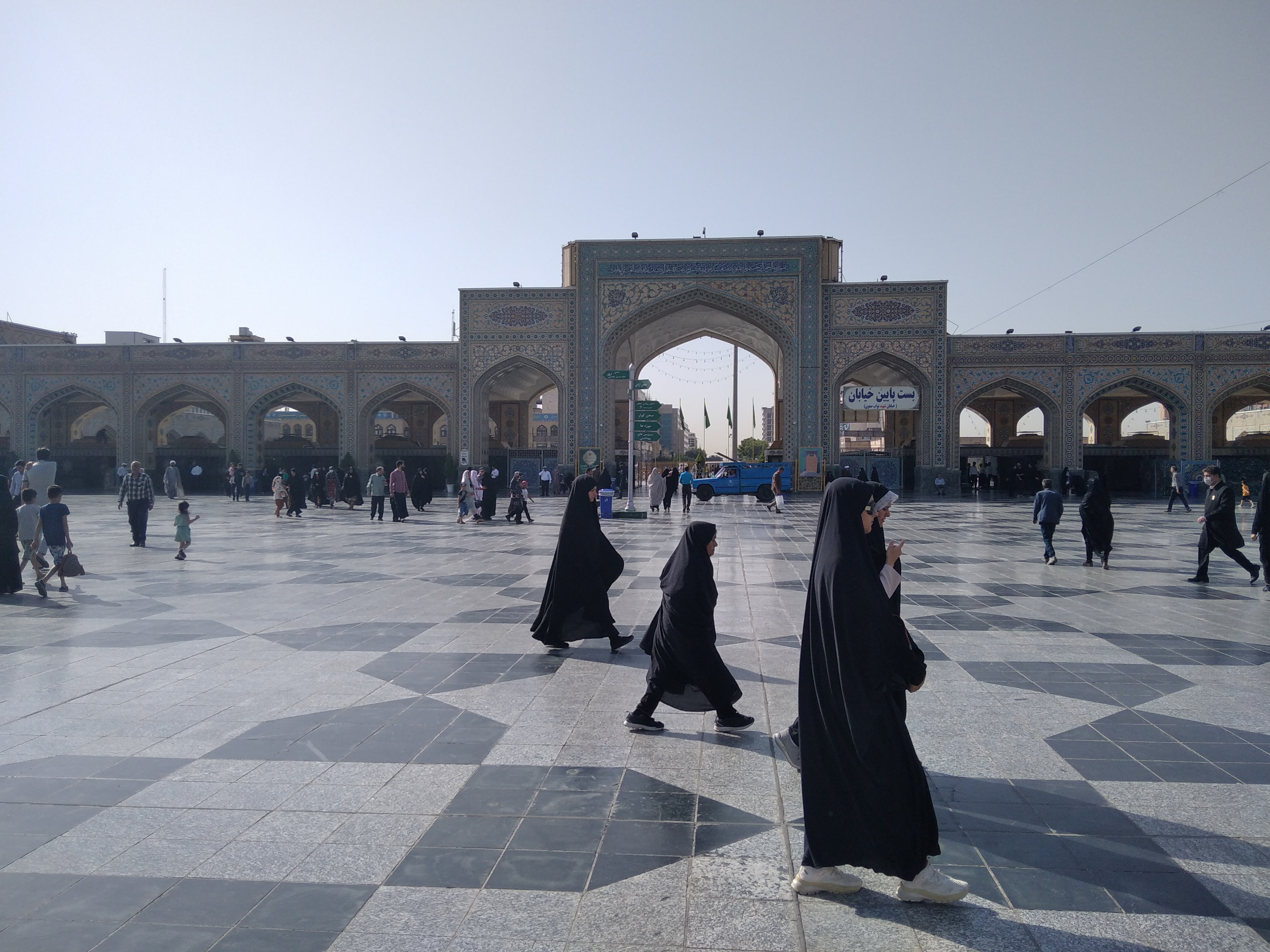
خروجی حرم امام رضا به پایین‌خیابان (خیابان نواب)، مشهد، ایران

پایین‌خیابان یکی از محله‌های مشهد است که در شرق حرم امام رضا قرار دارد و خیابان اصلی آن، اکنون به نام خیابان نواب‌صفوی خوانده می‌شود. این محله، جزء ۶ محلهٔ قدیمی مشهد است که خیابان آن در زمان شاه عباس صفوی بنا شده است.

## مشخصات

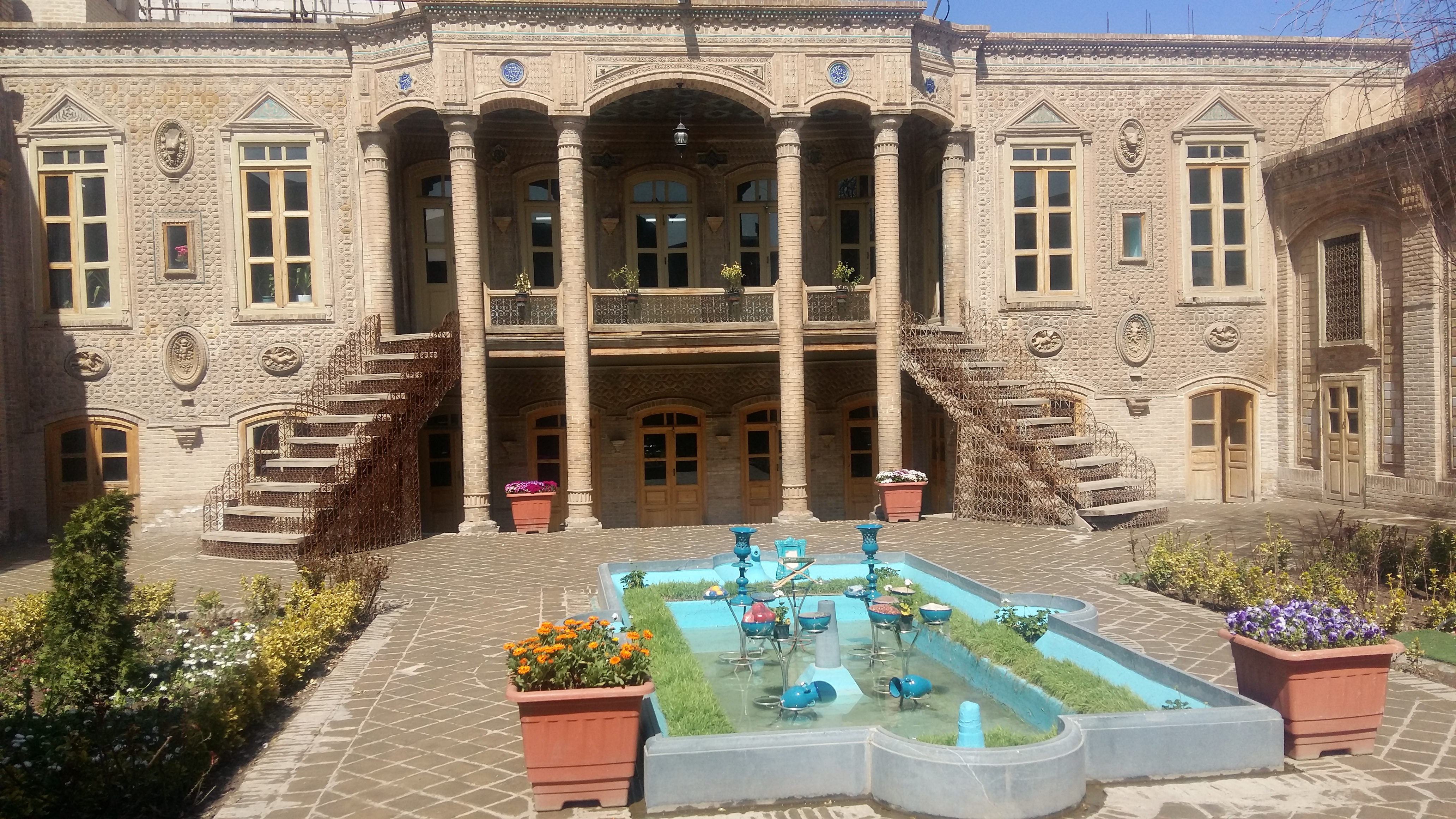
خانه داروغه واقع در پایین‌خیابان

در دوران شاه عباس صفوی خیابان اصلی مشهد در دو سوی حرم امام رضا کشیده شد. بخش شرقی آن که در پایین پای علی بن موسی الرضا قرار داشت، با نام پایین‌خیابان شناخته شد. تا پیش از انقلاب ۱۳۵۷، خیابان آن صفوی نام داشت و پس از انقلاب به نواب‌صفوی شهرت یافت.
پایین‌خیابان هم‌اکنون جزء شهرداری منطقهٔ ثامن مشهد است و از بست پایین تا میدان پنج‌راه امتداد دارد.

## بناها
مهم‌ترین بناهای تاریخی محلهٔ پایین‌خیابان شامل موارد زیر است:
- مصلای پایین خیابان
- آرامگاه پیر پالاندوز
- مدرسه عباسقلی‌خان
- خانه داروغه